# Episodi di Giorno per giorno (serie televisiva 2017) (seconda stagione)
La seconda stagione della serie televisiva Giorno per giorno, composta da 13 episodi, è stata interamente pubblicata a livello internazionale sul servizio on demand Netflix il 26 gennaio 2018.
| n° | Titolo originale     | Titolo italiano              | Pubblicazione USA | Pubblicazione Italia |
| -- | -------------------- | ---------------------------- | ----------------- | -------------------- |
| 1  | The Turn             | La svolta                    | 26 gennaio 2018   | 26 gennaio 2018      |
| 2  | Schooled             | A scuola                     | 26 gennaio 2018   | 26 gennaio 2018      |
| 3  | To Zir, With Love    | A Zir con amore              | 26 gennaio 2018   | 26 gennaio 2018      |
| 4  | Roots                | Radici                       | 26 gennaio 2018   | 26 gennaio 2018      |
| 5  | Locked Down          | Nascosta                     | 26 gennaio 2018   | 26 gennaio 2018      |
| 6  | Work Hard, Play Hard | Lavora duro, divertiti tanto | 26 gennaio 2018   | 26 gennaio 2018      |
| 7  | Exclusive            | L'esclusiva                  | 26 gennaio 2018   | 26 gennaio 2018      |
| 8  | What Happened        | Quello che è successo        | 26 gennaio 2018   | 26 gennaio 2018      |
| 9  | Hello, Penelope      | Ciao, Penelope               | 26 gennaio 2018   | 26 gennaio 2018      |
| 10 | Storage Wars         | Il garage                    | 26 gennaio 2018   | 26 gennaio 2018      |
| 11 | Homecoming           | Ritorno a casa               | 26 gennaio 2018   | 26 gennaio 2018      |
| 12 | Citizien Lydia       | Cittadina Lydia              | 26 gennaio 2018   | 26 gennaio 2018      |
| 13 | Not Yet              | Non ancora                   | 26 gennaio 2018   | 26 gennaio 2018      |

## La svolta
- Titolo originale: The Turn
- Diretto da: Pamela Fryman
- Scritto da: Gloria Calderón Kellett e Mike Royce

### Trama
Penelope si preoccupa dei cambiamenti che vede in Alex, che finisce nei guai a scuola. Elena si chiede se gli altri confondono la sua vera identità per via del suo aspetto.

## A scuola
- Titolo originale: Schooled
- Diretto da: Pamela Fryman
- Scritto da: Becky Mann e Audra Sielaff

### Trama
Quando barcamenarsi tra famiglia, lavoro e studi si dimostra troppo per Penelope, Schneider le offre un modo per acuire la sua concentrazione e migliorare i suoi voti.

## A Zir con amore
- Titolo originale: To Zir, With Love
- Diretto da: Phill Lewis
- Scritto da: Sebastian Jones

### Trama
Lydia dà consigli ad Elena per avvicinarsi alla sua cotta. Dopo l'incontro con un avvenente single come lei, Penelope rivede le sue regole sugli appuntamenti.

## Radici
- Titolo originale: Roots
- Diretto da: Phill Lewis
- Scritto da: Dan Signer

### Trama
Elena è sconvolta dal fatto che sua nonna non vota. Penelope insegna a suo figlio tutti i trucchi su come salvare soldi al cinema.

## Nascosta
- Titolo originale: Locked Down
- Diretto da: Phill Lewis
- Scritto da: Dan Hernandez e Benji Samit

### Trama
L'appuntamento segreto di Penelope a casa con Max viene interrotto quando un confinamento del quartiere porta il resto della famiglia a casa.

## Lavora duro, divertiti tanto
- Titolo originale: Work Hard, Play Hard
- Diretto da: Pamela Fryman
- Scritto da: Andy Roth

### Trama
Per insegnare ad Alex il valore dei soldi, Penelope lo costringe a trovare un lavoro estivo nel suo posto di lavoro. Nel frattempo, Elena trova il modo di farsi pagare per il suo hobby.

## L'esclusiva
- Titolo originale: Exclusive
- Diretto da: Pamela Fryman
- Scritto da: Debby Wolfe

### Trama
Lydia scopre che il Dr. Berkowitz sta andando al teatro senza di lei. Quando Schneider chiede se lei e Max fanno sul serio, Penelope capisce che è l'ora di parlare. Elena prova a capire chi è la ragazza segreta di Alex, la cui iniziale è "P". Alla fine si scopre che "P" è in realtà Victor, l'ex marito di Penelope e il padre dei figli.

## Quello che è successo
- Titolo originale: What Happened
- Diretto da: Phill Lewis
- Scritto da: Sebastian Jones e Andy Roth

### Trama
Penelope ricorda la nascita di Elena nel 2001 e come alcuni eventi inattesi hanno drasticamente cambiato i suoi piani e quelli del marito.

## Ciao, Penelope
- Titolo originale: Hello, Penelope
- Diretto da: Phill Lewis
- Scritto da: Michelle Badillo e Caroline Levich

### Trama
Penelope smette scioccamente di prendere gli antidepressivi per risparmiarsi dall'imbarazzo di dire a Max che li prende. Dopo aver sentito una sua registrazione, capisce che le medicine sono una grande parte della sua vita.

## Il garage
- Titolo originale: Storage Wars
- Diretto da: Kimberly McCullough
- Scritto da: Becky Mann e Audra Sielaff

### Trama
Come apprendista di Schneider, Elena impara che un buon custode non sa solo aggiustare oggetti. Penelope affronta Lydia sullo spazio nel loro garage.

## Ritorno a casa
- Titolo originale: Homecoming
- Diretto da: Pamela Fryman
- Scritto da: Michelle Badillo, Caroline Levich e Debby Wolfe

### Trama
Al ballo della scuola, Elena prova ad apparire popolare di fronte a Syd, e gli accompagnatori Penelope e Max raggiungono una fase fondamentale nel loro rapporto.

## Cittadina Lydia
- Titolo originale: Citizen Lydia
- Diretto da: Gloria Calderón Kellett
- Scritto da: Dan Hernandez, Benji Samit e Dan Signer

### Trama
Lydia e Schneider fanno l'esame per la cittadinanza. Penelope si chiede se è disposta ad avere un altro figlio per soddisfare il desiderio di paternità di Max.

## Non ancora
- Titolo originale: Not Yet
- Diretto da: Pamela Fryman
- Scritto da: Gloria Calderón Kellett e Mike Royce

### Trama
Un'emergenza medica porta visite in ospedale, ammissione di rimpianti, momenti di realizzazione, dichiarazioni d'amore e un'esperienza extracorporea. 